# Charles I de Cossé

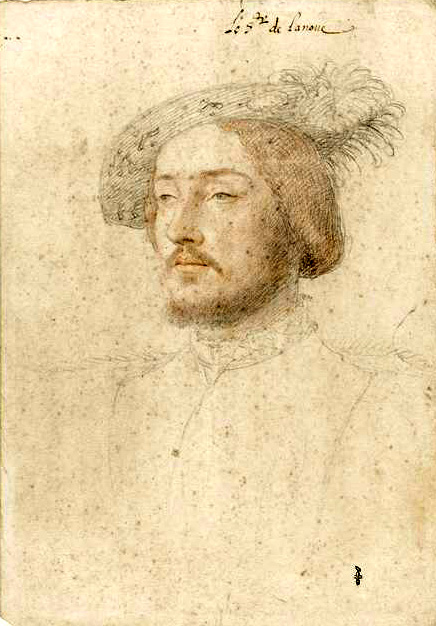
Charles I de Cossé, hertig av Brissac.

Charles I de Cossé, hertig av Brissac, född omkring 1505 och död 1563, var en fransk militär och diplomat. Han var bror till Artus de Cossé-Brissac och far till Charles II de Cossé.
Charles de Cossé utmärkte sig vid flera tillfällen under Frans I:s krig med Karl V och användes även i diplomatiska uppdrag. 1550 utnämndes han till marskalk av Frankrike och guvernör över det då av fransmännen besatta Piemont och försvarade med kraft och framgång landet mot spanjorerna. 1562 ryckte han tillsammans med Frans av Guise i Paris och blev kommendant där. Han utnämndes senare till guvernör i Normandie, där han återtog Le Havre från engelsmännen.